# Оксид цинку
Окси́д ци́нку (цинкові білила, срібні білила, китайські білила) — неорганічна сполука з формулою ZnO. Білий порошок, практично нерозчинний у воді.

## Фізичні властивості
Оксид цинку є прямозонним напівпровідником з шириною забороненої зони 3,36 еВ. Природне легування киснем робить його напівпровідником n-типу.
При нагріванні речовина змінює колір: білий при кімнатній температурі, оксид цинку стає жовтим. Пояснюється це зменшенням ширини забороненої зони і зміщенням краю в спектрі поглинання з УФ-області в синю сторону.
Теплопровідність: 54 Вт/(м·К).

## Хімічні властивості
Оксид цинку проявляє амфотерні властивості. Він реагує з кислотами та кислотними оксидами з утворенням солей. При сплавленні з оксидами бору та кремнію оксид цинку утворює склоподібні борати і силікати.
{\displaystyle \mathrm {ZnO+2HCl\rightarrow ZnCl_{2}+H_{2}O} }
{\displaystyle \mathrm {ZnO+H_{2}S{\xrightarrow {450-550^{o}C}}ZnS+H_{2}O} }
{\displaystyle \mathrm {ZnO+B_{2}O_{3}{\xrightarrow {t}}\ Zn(BO_{2})_{2}} }
{\displaystyle \mathrm {ZnO+SiO_{2}{\xrightarrow {1200-1400^{o}C}}\ ZnSiO_{3}} }
При взаємодії з розчинами лугів утворює комплексні три-, тетра- та гексагідроксоцинкати, які можуть змінювати склад в залежності від реакції середовища:
{\displaystyle \mathrm {ZnO+NaOH{\xrightarrow {boiling}}Na[Zn(OH)_{3}]} }
{\displaystyle \mathrm {[Zn(OH)_{3}]^{-}+OH^{-}\rightarrow [Zn(OH)_{4}]^{2-}} }
При сплавленні з твердими лугами і оксидами металів оксид цинку утворює цинкати:
{\displaystyle \mathrm {ZnO+2NaOH{\xrightarrow {500-600^{o}C}}Na_{2}ZnO_{2}+H_{2}O} }
{\displaystyle \mathrm {ZnO+CoO{\xrightarrow {t}}CoZnO_{2}} }
Оксид цинку розчиняється у концентрованому водному розчині амоніаку, утворюючи комплексні амоніакати:
{\displaystyle \mathrm {ZnO+4NH_{3}+H_{2}O\rightarrow [Zn(NH_{3})_{4}](OH)_{2}} }
Відновлення цинку з його оксиду проводиться лише реакцією з коксом:
{\displaystyle \mathrm {ZnO+C{\xrightarrow {1100-1200^{o}C}}Zn+CO} }

## Отримання

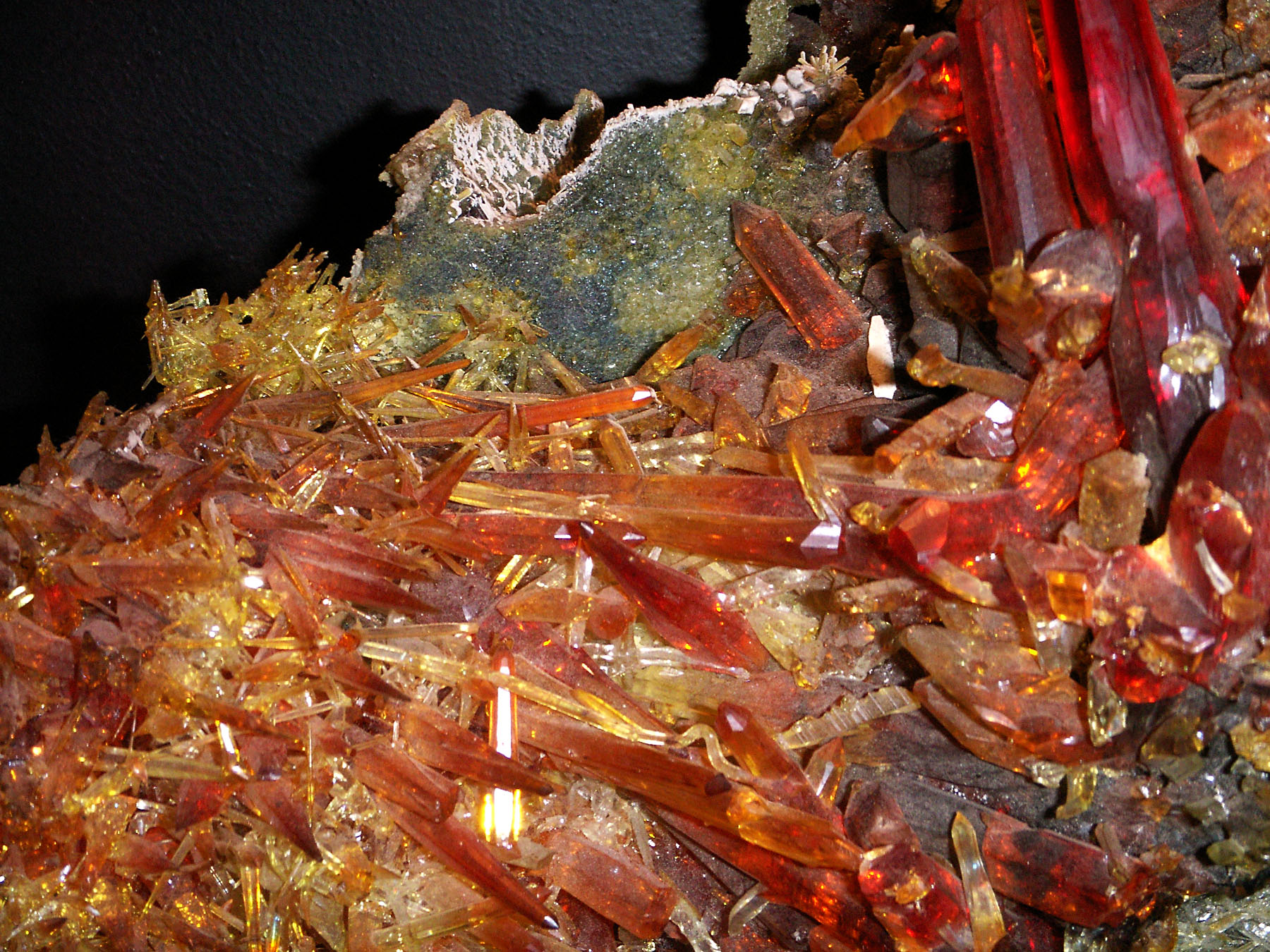
Цинкіт (з родовища в Аризоні)

Для потреб промисловості оксид цинку добувають з мінералу цинкіту. В лабораторних умовах синтез оксиду можливий, наприклад, взаємодією металевого цинку з перегрітою водяною парою або спаленням його у струмені кисню:
{\displaystyle \mathrm {Zn+H_{2}O{\xrightarrow {600-800^{o}C}}ZnO+H_{2}} }
{\displaystyle \mathrm {2Zn+O_{2}{\xrightarrow {>225^{o}C}}2ZnO} }
Іншим способом є термічне розкладання оксигенвмісних сполук цинку:
{\displaystyle \mathrm {Zn(OH)_{2}\rightarrow ZnO+H_{2}O} }
{\displaystyle \mathrm {ZnCO_{3}{\xrightarrow {300^{o}C}}ZnO+CO_{2}} }
{\displaystyle \mathrm {2Zn(NO_{3})_{2}{\xrightarrow {340^{o}C}}2ZnO+2NO_{2}+O_{2}} }
{\displaystyle \mathrm {2ZnSO_{4}{\xrightarrow {740-1000^{o}C}}2ZnO+2SO_{2}+O_{2}} }
Альтернативним методом для промислових масштабів є окислювальне випалювання сульфіду ZnS:
{\displaystyle \mathrm {2ZnS+3O_{2}{\xrightarrow {800-1000^{o}C}}2ZnO+2SO_{2}} }

## Застосування
Оксид цинку використовують під назвою цинкові білила у живопису як пігмент. Вони відомі також як срібні білила або китайські білила. Біла фарба. Порівняно швидко висихають, міцні, тривкі, еластичні. Часто використовуються для підмальовок і пришвидшують висихання інших фарб, змішаних з ними. З причин вмісту в них свинцю вважаються небезпечними при попаданні в організм, тому витісняються нетоксичним діоксидом титану TiO2.
Використовується як білий пігмент при виробництві фарб і емалей, гуми, пластмас, паперу, в парфумерії та косметиці. Знаходить застосування як вулканізуючий агент хлоропренових каучуків, каталізатор синтезу метанолу.
Відомо також, що оксид цинку має фотокаталітичну активність, що на практиці використовується для створення самоочисних поверхонь, бактерицидних покриттів для стін і стель у лікарнях тощо. Для фотокаталітичного очищення води в промислових масштабах оксид цинку в даний час не використовується.
Крім того, порошок оксиду цинку — перспективний матеріал як робоче середовище для порошкових лазерів. На основі оксиду цинку створили світлодіод блакитного кольору. Тонкі плівки та інші наноструктури на основі оксиду цинку можуть застосовуватися як чутливі газові та біологічні сенсори.
Властивості оксиду цинку зумовлюють його широке застосування у фармацевтичній промисловості. Оксид цинку знайшов широке застосування в створенні абразивних зубних паст і цементів у терапевтичній стоматології, в кремах для засмаги та косметичних процедурах, у виробництві електрокабеля, штучної шкіри і гумотехнічних виробів. Крім того, застосування поширене в шинній, лакофарбової, нафтопереробної промисловостях. Оксид цинку застосовують при виробництві скла і кераміки.

### Добавка до кормів для тварин
Оксид цинку додають у комбікорми при відгодівлі тварин і птиці для збільшення приростів і кращого засвоєння корму.